# James O'Shea
James O'Shea, conosciuto come Jay O’Shea (Dublino, 10 agosto 1988), è un calciatore irlandese, attaccante del Brisbane Roar.

## Carriera

### Club
Nativo di Dublino, si è trasferito al Birmingham City nell'agosto del 2009 firmando un contratto biennale. Ha esordito in Premier League il 16 agosto in casa del Manchester United (1-0). Nel marzo del 2010 si è trasferito al Middlesbrough con la formula del prestito mensile; ha debuttato con la maglia del Boro il 3 aprile contro il Crystal Palace.

### Nazionale
Ha giocato nella nazionale irlandese Under-21.

## Palmarès

### Club

#### Competizioni nazionali
- Campionato inglese di quarta divisione: 1

Chesterfield: 2013-2014
- Football League One: 1

Sheffield United: 2016-2017